# Kohistan (Tadjikistan)
Kohistan és el nom que es donava entre el segle xv i el XIX als districtes muntanyosos a l'est de Samarcanda. El nom vol dir "País de la Muntanya" i està actualment en territori del Tadjikistan.
Fins al 1870 estava dividit en set bekliks. Els seus begs pagaven un petit tribut al kan de Bukharà i ocasionalment enviaven algun contingent de tropes, però eren virtualment independents. Els set bekliks eren:
- Farab
- Magian
- Kshtut
- Fan
- Yagnau
- Macha
- Falgar

El districte es caracteritza per lluites inter-tribals, pels atacs dels recaptadors de Bukharà, i per les incursions dels veïns de l'altre costat de la muntanya. A l'inici del segle xviii els set districtes foren reunits sota el comandament d'Abdullah Kur Datkha, beg de Falgar, que va construir rutes i ponts per poder arribar a llocs inaccessibles. Sota Haydar Beg de Bukharà, es van construir fortaleses i sota Nasrullah els begs foren nomenats per l'emir.
El 1868 després de l'ocupació russa de Samarcanda, Abdul Gaffar, abans beg d'Ura Tepe, va ocupar Urmitan i es va proclamar beg de Falgar, però en canvi el beklik de Macha es va sotmetre a Muzaffar Shah de Karatigin que va enviar al seu nebot Rahtas Khan allí com el seu delegat. Rahtas va expulsar a Abdul Gaffar de Falgar, va derrotar a Shadi Beg de Kshtut (que ajudava a Abdul Gaffar) i va sotmetre Yagnau i Fan, marxant cap a Hissar, però pel camí les seves tropes es van revoltar, el van fer fugir i van posar al comandament a Pacha Khoja de Macha.
La població de Falgar no obstant va cridar altre cop a Falgar, però aquest fou derrotat pel seu rival i va haver de fugir a Samarcanda, on es va sotmetre als russos. El maig del 1870 el general Abràmov va enviar una petita divisió a la zona que el 12 de maig va ocupar Urmitan i el dia 21 maig va ocupar Varsaminor, les dues principals ciutats del beklik de Falgar, subjecte llavors a Macha. Pacha Khoja, beg de Macha, que era molt impopular, es va retirar i es va haver d'acontentar enviant cartes d'amenaça; els russos van seguir avançant i van forçar l'entrada a territori de Macha per un congost i el dia 28 de maig van capturar Oburdan. Pacha Khoja va fugir i el general rus va destruir la fortalesa de Paldorak avançant fins a les fonts del Zarafshan al glaciar de la serralada d'Alai; van retornar després avall cap a la vall del Zarafshan, passant per Varsaminor, i van ocupar Sarbada, al riu Fan, i sotmetent les valls de Fan i de Yagnau, arribant fins al llac Iskander Kul. Llavors es van dirigir a l'oest i van passar per l'alt coll de Kshtut, a la baixada del qual van haver de lliurar un fort combat del que van sortir victoriós; van ocupar i destruir Kshtut i van retornar cap a Penjakend i Samarcanda. Els districtes de Fan, Yagnau, Macha i Falgar foren annexionats al districte rus d'Urgut el 1871.